# 안종관
안종관(安鍾官, 1966년 8월 30일 ~ )은 대한민국의 전직 축구 선수이자 축구 감독으로 선수 시절 포지션은 수비수이다.

## 클럽 경력
광운대학교를 졸업했으며 1988년 11월 16일에 열린 1989 K리그 드래프트에서 5차 선발 이하로 지명되어 현대 호랑이에 입단했다. 1989년부터 1990년까지 현대 호랑이에서 수비수로 활동했지만 무릎 부상으로 인해 은퇴하게 된다.

## 감독 경력

### 인천 현대제철 레드엔젤스
1994년부터 2009년까지 대한민국 최초의 여자 실업 축구단인 인천 현대제철 레드엔젤스의 감독을 역임하면서 대한민국에서 개최된 각종 여자 축구 선수권 대회에서 우승을 경험했다.

### 대한민국 여자 축구 국가대표팀
2001년 7월부터 2002년 4월까지 대한민국 여자 축구 국가대표팀 감독을 역임했다. 대한민국에서 개최된 2001년 토토컵 국제 여자 축구 대회에서는 대한민국의 우승을 견인했고 중국 베이징에서 개최된 2001년 하계 유니버시아드에서는 대한민국의 여자 축구 동메달에 기여했다. 타이완에서 개최된 2001년 AFC 여자 챔피언십에서는 대한민국이 4위를 차지하는 데에 기여했다.
2003년 1월부터 10월까지 대한민국 여자 축구 국가대표팀 감독을 2번째로 역임했다. 태국에서 개최된 2003년 AFC 여자 챔피언십에서는 대한민국이 3위를 차지하면서 사상 처음으로 FIFA 여자 월드컵 본선에 진출하는 성과를 기록했다. 미국에서 개최된 2003년 FIFA 여자 월드컵에 참가한 대한민국 여자 축구 국가대표팀의 감독을 맡았지만 대한민국은 조별 예선에서 브라질에 0-3 패배, 프랑스에 0-1 패배, 노르웨이에 1-7 패배를 기록하면서 탈락하고 만다.
2005년 5월부터 2007년 6월까지 대한민국 여자 축구 국가대표팀 감독을 3번째로 역임했다. 대한민국에서 개최된 2005년 동아시아 여자 축구 선수권 대회에서 대한민국은 중국과의 경기에서 2-0 승리, 조선민주주의인민공화국과의 경기에서 1-0 승리, 일본과의 경기에서 0-0 무승부를 기록하면서 우승을 차지하게 된다.
대한민국은 오스트레일리아에서 개최된 2006년 AFC 여자 아시안컵 조별 예선에서 조선민주주의인민공화국, 오스트레일리아에 밀려 탈락하면서 2007년 FIFA 여자 월드컵 본선 진출이 좌절되었고 카타르 도하에서 개최된 2006년 아시안 게임 여자 축구에서는 4위를 기록하면서 메달 획득에 실패하고 만다. 2007년 6월에는 2008년 베이징 하계 올림픽 여자 축구 아시아 지역 최종 예선에서는 대한민국이 일본에 크게 밀려 올림픽 본선 진출이 좌절되면서 대표팀 감독에서 물러나게 된다.

## 수상

### 클럽
- 전국축구선수권대회 여자부: 1회 3위 (1995년)
- 대통령배 전국축구대회: 4회 우승 (1996년, 1998년, 2001년, 2002년), 2회 준우승 (1999년, 2000년), 2회 3위 (1994년, 1997년)
- 한국도로공사배 전국여자종별축구대회: 5회 우승 (1996년, 1998년, 1999년, 2000년, 2001년), 1회 준우승 (1997년)
- 코리안 여자 리그: 3회 우승 (1997년, 1998년 2차, 1999년 2차), 3회 준우승 (1999년 1차, 2000년 1차, 2001년)
- 여왕기 종별축구대회 (여왕기 전국여자종별축구선수권대회): 8회 우승 (1998년, 1999년, 2000년, 2003년, 2004년, 2005년, 2006년, 2007년), 4회 준우승 (1995년, 1996년, 1997년, 2001년), 1회 3위 (1994년)
- 처용기 전국여자종별축구선수권대회: 1회 우승 (2000년)
- 전국체육대회: 3회 우승 (2001년, 2002년, 2009년), 2회 준우승 (2004년, 2009년)
- 통일대기 전국여자종별 축구선수권대회: 5회 우승 (2001년, 2002년, 2003년, 2005년, 2006년), 3회 준우승 (2004년, 2007년, 2008년)
- 춘계 한국여자축구연맹전: 3회 우승 (2003년, 2004년, 2006년), 2회 준우승 (2002년, 2008년)
- 추계 한국여자축구연맹전: 3회 우승 (2004년, 2005년, 2006년), 1회 준우승 (2002년, 2008년)
- WK리그: 1회 준우승 (2009년)

### 국가대표
- 2001년 토토컵 국제 여자 축구 대회 우승
- 2001년 베이징 하계 유니버시아드 여자 축구 동메달
- 2003년 AFC 여자 챔피언십 3위
- 2005년 동아시아 여자 축구 선수권 대회 우승